# Ramariopsis simplex
Ramariopsis simplex är en svampart som beskrevs av R.H. Petersen 1988. Ramariopsis simplex ingår i släktet Ramariopsis och familjen fingersvampar].   Inga underarter finns listade i Catalogue of Life.